# Alistra personata
Alistra personata là một loài nhện trong họ Hahniidae.
Loài này thuộc chi Alistra. Alistra personata được miêu tả năm 2004 bởi Ledoux.